# (2678) Aavasaksa
(2678) Aavasaksa (1938 DF1) – planetoida z pasa głównego asteroid okrążająca Słońce w ciągu 3,4 lat w średniej odległości 2,26 j.a. Odkryta 24 lutego 1938 roku.